# Ensign N179
O N179 é o modelo da Ensign da temporada de 1979 da Fórmula 1. Foi guiado por Derek Daly, Patrick Gaillard e Marc Surer.

## Resultados[1]
(legenda) 
|      |      |                      |    |                  |     |     |      |       |     |     |      |      |      |      |       |      |      |      |       |    |          |  |  |
|      |      |                      |    |                  | ARG | BRA | RSA  | USW   | ESP | BEL | MON  | FRA  | GBR  | GER  | AUT   | NED  | ITA  | CAN  | USA   |    |          |  |  |
| 1979 | N179 | Ford Cosworth DFV V8 | 22 | Derek Daly       |     |     | NQ G | Ret G |     |     | NQ G |      |      |      |       |      |      |      |       | 01 | NC (15º) |  |  |
| 1979 | N179 | Ford Cosworth DFV V8 | 22 | Patrick Gaillard |     |     |      |       |     |     |      | NQ G | 13 G | NQ G | Ret G | NQ G |      |      |       | 01 | NC (15º) |  |  |
| 1979 | N179 | Ford Cosworth DFV V8 | 22 | Marc Surer       |     |     |      |       |     |     |      |      |      |      |       |      | NQ G | NQ G | Ret G | 01 | NC (15º) |  |  |

↑1  O N177 foi utilizado por Daly nos GPs: Argentina, Brasil, Espanha e Bélgica.